# Torpacarus remotus
Torpacarus remotus is een mijtensoort uit de familie van de Lohmanniidae. De wetenschappelijke naam van de soort is voor het eerst geldig gepubliceerd in 1994 door Schatz.